# Lorenzo Costa el Joven

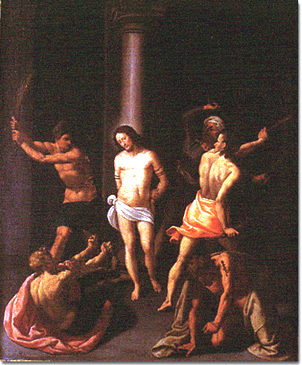
La flagelación de Cristo, óleo sobre lienzo, 77 x 65 cm, Mantua, Museo di Palazzo D'Arco.

Lorenzo Costa (Mantua, 1537-id. 1583), llamado Lorenzo el Joven para distinguirlo de su abuelo, fue un pintor italiano del Renacimiento, que trabajó principalmente en Roma y Mantua, su ciudad natal.

## Biografía
Perteneciente a una dinastía de pintores, era el nieto de Lorenzo Costa e hijo de Girolamo o más probablemente, de Ippolito Costa, con quien aprendió el oficio. Algunas obras de juventud están documentadas en Mantua, pero ya en 1561 se le encuentra en Roma, donde permanecerá hasta 1564. Allí trabajará bajo las órdenes de Federico Zuccaro en diversos proyectos, como las decoraciones de la torre Borgia, el tribunal de la Rota, el Belvedere o el Casino de Pío IV. En 1564 realizó una serie de retratos de papas encargada por el noble Alfonso Gonzaga de Novellara. Después volvió a Mantua, donde trabajó junto al arquitecto Giovanni Battista Bertani en la iglesia de Santa Bárbara, recién fundada por el duque Guillermo.
Como su abuelo, trabajó para la Familia Gonzaga. Está documentada su participación en las decoraciones de la Corte Nuova y la Corte Vecchia del Palacio Ducal de Mantua (1569-1581), así como en otras estancias, aunque la mayor parte de su trabajo no ha llegado hasta nuestros días. Su estilo fue plenamente manierista gracias a sus años en la Corte Pontificia, donde estudió profundamente la obra de Federico y Taddeo Zuccaro, así como la de Federico Barocci.

## Obras destacadas
- Bautismo de Constantino (1569, Santa Bárbara, Mantua)
- Martirio de San Adrián (1572, Santa Bárbara, Mantua)
- Santa Elena y la Veracruz (Santi Fabiano e Sebastiano, San Martino dell'Argine)
- Cena en casa del Fariseo (iglesia parroquial de Boccadiganda, Mantua)
- Predicación de San Juan Bautista (San Leonardo, Mantua)
- Martirio de San Lorenzo (Santa Maria delle Grazie, Mantua)
- Multiplicación de los panes y los peces (San Barnaba, Mantua)
- Decoraciones al fresco del Palacio Ducal de Mantua (1569-1581).